# Fälö by

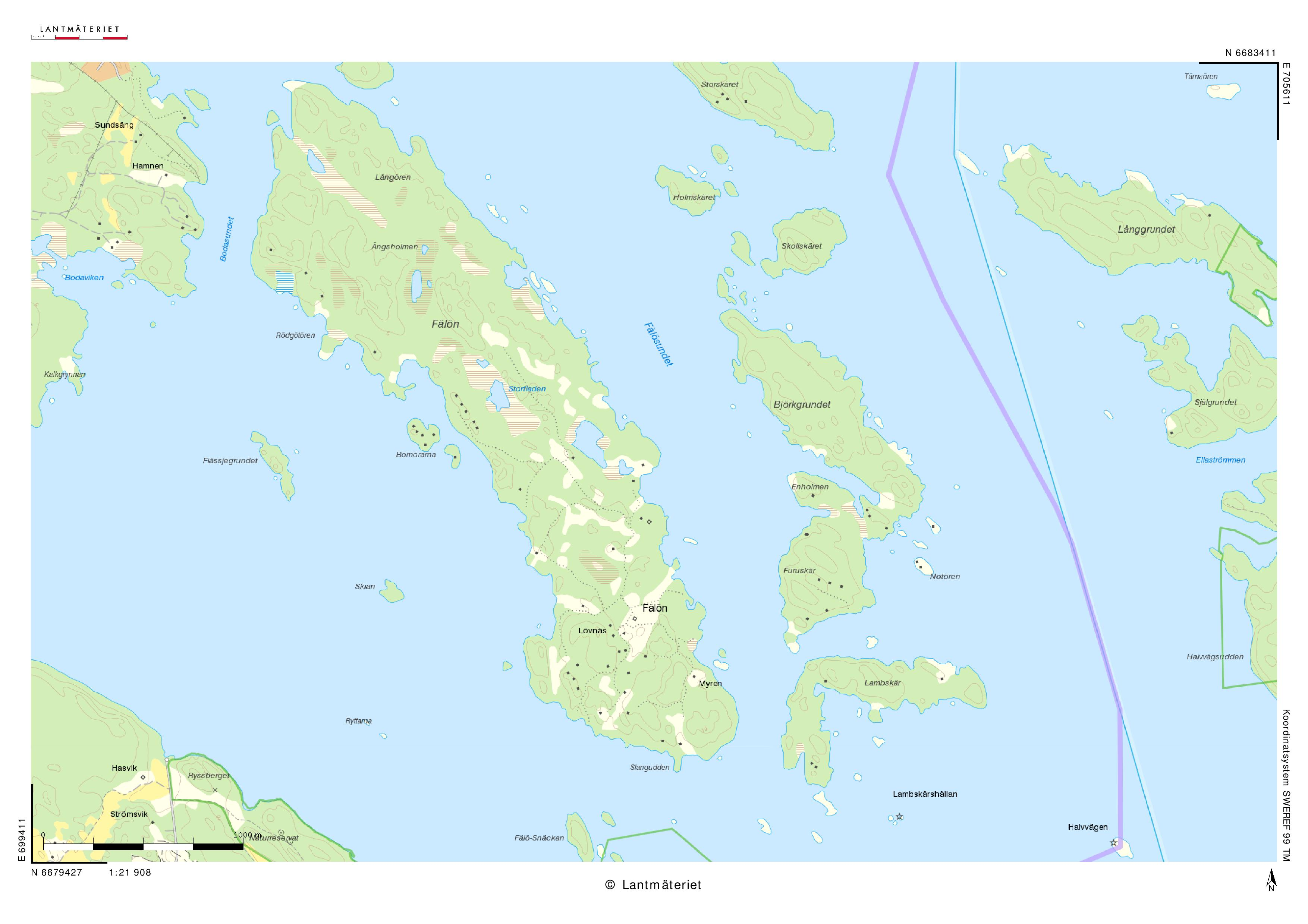
Modern karta över Fälö by.

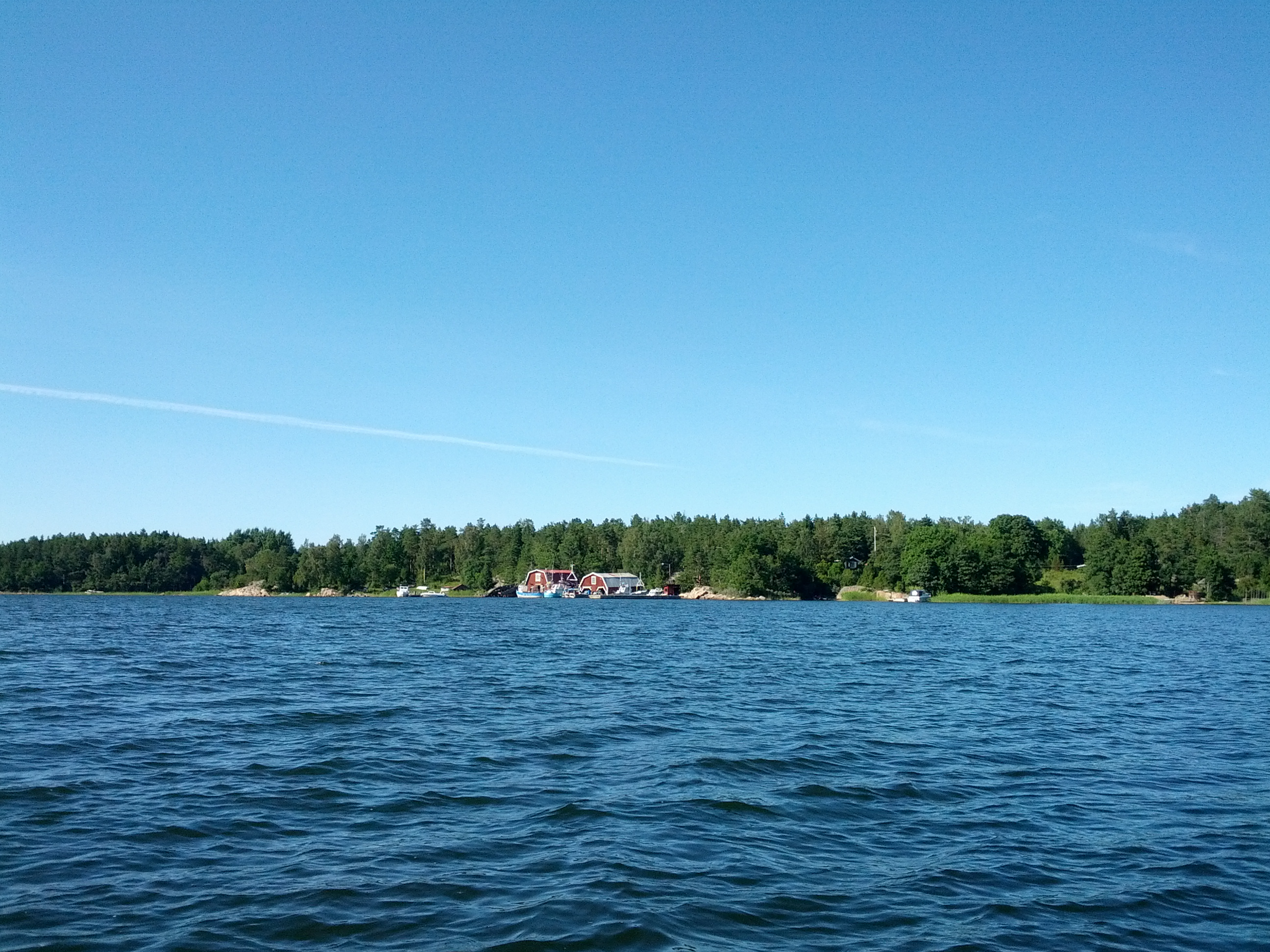
Sydvästra Fälön.

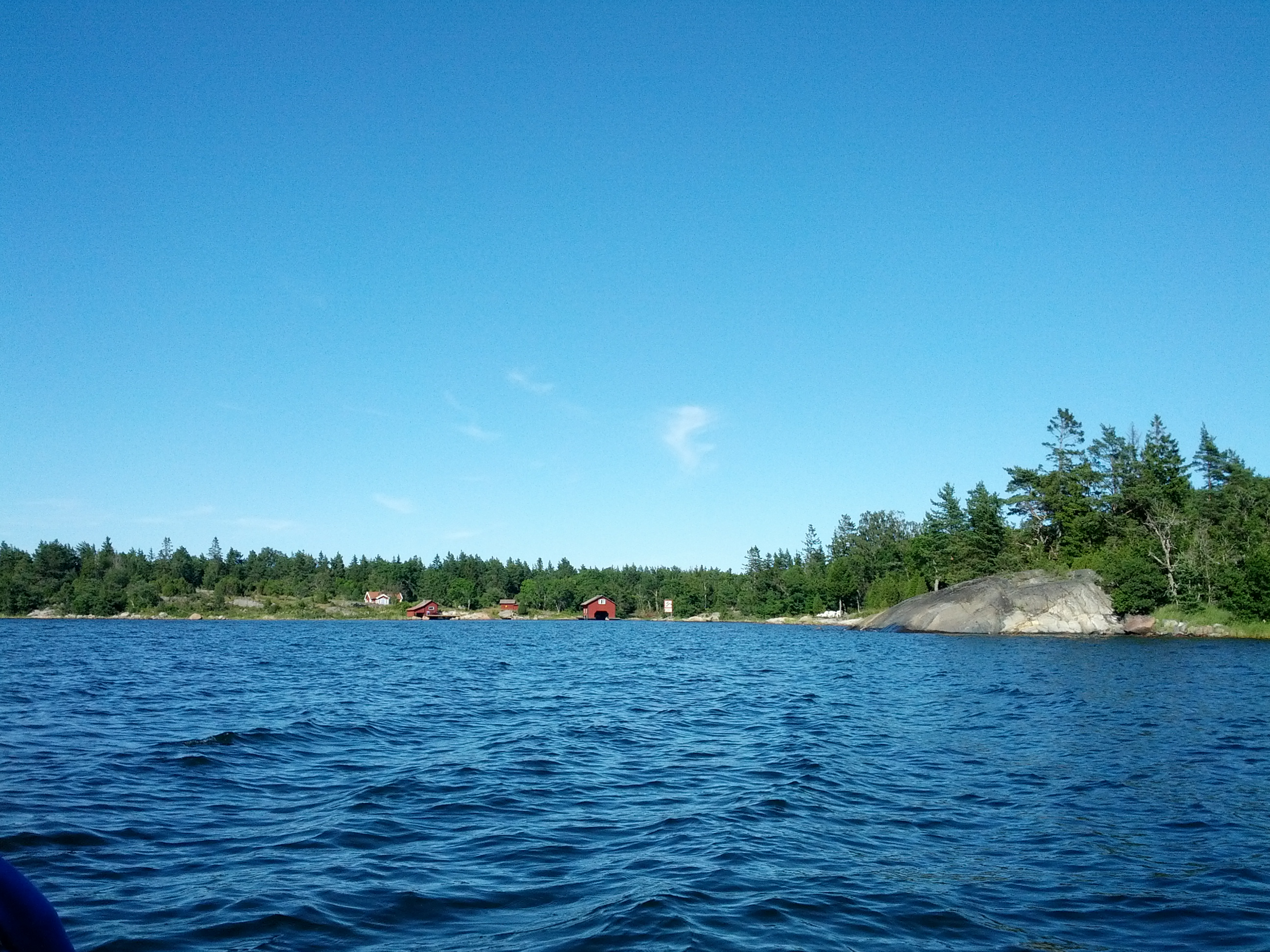
Enholmen-Furuskär.

Fälö by är en by i norra Roslagens skärgård, Börstils socken, Östhammars kommun. Byn, vars bebyggelse ligger på Fälön, består av en historisk enhet som tillhandahöll ett båtsmanstorp åt skeppslaget och som utgjorde ett skifteslag.
Till Fälö bys ägor hör, förutom Fälön, intilliggande holmar och skär samt vatten (bland annat delar av Singöfjärden och Raggaröfjärden) och de två fyrarna Halvvägen och Lambskärshällan. Byn ligger öster om Raggarön, norr om Slätön, söder om Ormön/Vässarö och väster om Singö.

## Historisk utveckling
Under medeltiden hörde Fälön till Börstils kyrksocken men till Häverö jordeboksocken. Fälön ingick från 1878 i alla avseenden i Häverö socken, men från 1905 tillhör Fälö by Börstil socken. Fälö by tillhörde Stockholms län fram till 1971 års kommunreform.
Fälö by befolkades av bönder på 1600-talet av singöbor (vilket inte utesluter tidigare befolkning). I lantmäteriets register finns karta och dokument om storskifte år 1799 och laga skifte år 1875. Under andra halvan av 1800-talet fanns det ca 5 mindre gårdar och ungefär lika många mindre hushåll (det vill säga torp och dylikt) varav ett båtsmanstorp. Namnet är historiskt oförändrat sedan åtminstone 1700-talet. Idag finns där ca 50 fastigheter med tillhörande boningshus, där de flesta nyttjas som fritidshus. Byn har numera ca 10 permanentboende invånare.

## Fälön
Fälön är ca 1,9 km² och består egentligen av flera öar som på grund av landhöjningen har vuxit ihop. Södra delen utgör "egentliga" Fälön; mellersta delen Kungens skär och Måsören; norra delen Ängsholmen och Långören. Ängsholmen och Långören tillhör inte Fälö by utan Mälby by. Än idag vittnar ett flertal flader och sumpmarker om detta.
På ön finns ca 5 permanentboende hushåll och ca 25 sommarstugefastigheter. Kommersiellt fiske och viss djurhållning bedrivs i mindre skala. Det finns äldre bruksvägar på ön som kan användas för traktor och fyrhjuling.

### Etymologi
Okänt ursprung. Namnet Fälö finns åtminstone dokumenterat redan på 1600-talet med oförändrad stavning. Skulle kunna ha ett gemensamt ursprung med det sydsvenska ordet fälad, dvs. antingen gemensam betes- och odlingsmark eller syfta på markens beskaffenhet.

### Flader
Storfladen: Till och med 1700-talet vik i Kungens skär, numera ej förbundet med havet. Ca 4 hektar stor varav drygt hälften vassbevuxen.
Måsörsfladen: Tidigare sund mellan Måsörarna och Kungens skär samt Fälön, senare havsvik, numera flad vars förbindelse med havet är vassbevuxen, men utbyte med havet sker åtminstone vid högvatten.
Gårdsfladen: Till och med 1700-talet havsvik i Fälön, sedermera flad ca 2 hektar, men från och med 1900-talet mer eller mindre helt igenvuxen och består numera av sankmark.
Mellanfladen: Från början sund mellan Ängsholmen/Långören och Kungens skär, sedan flad och numera två mindre flader: Norrsundsfladen och Natviksfladen på 1-2 hektar vardera med delvis öppet vatten utan vass.
Långörsfladen: Ursprungligen sund mellan Långören och Ängsholmen; sedermera havsvik och numera flad förbunden med havet, åtminstone vid högvatten via grund vassvik. Ca 1 hektar öppet vatten men betydligt större område med sankmark och vatten igenvuxet med vass.

## Övriga öar och skär

### Enholmen
Belägen mellan Fälösundet och Enholmssundet (numera vik på grund av landhöjningen). Ön är på ca 0,04 km², belägen öster om Fälösundet och den tidigaste bebyggda ön jämte Fälön. Namnet på ön finns åtminstone dokumenterat sedan 1700-talet med oförändrad stavning. Ett äldre torp med ängsmark från åtminstone 1840-talet finns kvar, men det finns spår av eventuellt äldre bebyggelse. På 1800-talet växte ön ihop med Furuskär på grund av landhöjningen där Enholmsviken möter Tallörsviken.

### Furuskär
Namnet är dokumenterat sedan åtminstone 1700-talet med oförändrad stavning. Värt att notera är att ön benämns som Enholmen på vissa sjökort, vilket eventuellt skulle bero på att den har vuxit ihop med denna ö. Ön är ca 0,20 km² stor. Tidigare har det funnit enstaka äng och lada dit djur skeppades med båt. Numera finns 6-7 fritidshus på ön.

### Björkgrundet och Tallören (Tallörn)
Björkgrundet är den näst största ön efter Fälön, 0,40 km² stor. Namnet är historiskt oförändrat sedan åtminstone 1700-talet. Tidigare fanns där enstaka ängar och lador dit djur skeppades över. Numera är ön helt obebodd och ängarna mer eller mindre igenvuxna.
Tallören är en liten holme inklämd mellan Furuskär och Björkgrundet (drygt 1 hektar) som växte ihop med Björgrundet när delar av Enholmssundet torrlades på grund av landhöjningen under 1800-talet. Mellan Tallören och Furuskär finns fortfarande en mycket smal vattenpassage som till viss del underhålls (ej passerbar med båt). På Tallören finns det två fritidshus, men ingen äldre bebyggelse eller äng.

### Lambskär
Belägen öster om Fälöströmmen, söder om Furuskär och har ungefär 0,25 km². På dokument från 1700-talet och nutida kartor har ön denna stavning, men däremellan har både stavningen lamskär och lammskär förekommit. Ingen äldre bebyggelse eller äng finns, relativt bergig terräng; numera 3 fritidshus på ön.

### Notören
Liten ö (knappt 1 hektar) belägen söder om Björkgrundet. På ön finns ett torp (mer sentida än Enholmen) som numera nyttjas som fritidshus. Bredvid ön finns en ännu mindre ö utan officiellt namn med ett fritidshus.

### Bomörarna (Bomörarne)
Två små öar (ca 1 + 0,5 hektar) belägna endast ca 50 meter väster om Fälön. Namnet finns sedan åtminstone 1800-talet. Ingen äldre bebyggelse finns, numera 5 fritidshus (4+1).

### Övriga öar
Skian, Fälösnäckan och Snäckan är mindre namngivna holmar utan bebyggelse. Det finns även ytterligare några mindre skär. Där Fälö By gränsar till Singö (och tillika Stockholms län mitt på Singöfjärden) finns den lilla ön Halvvägen (Halfvägen)) med tillhörande fyr. Ängsholmen och Långören tillhör Mälby, men har vuxit ihop med Fälön. På Ängsholmen finns det fyra fritidshus medan Långören är helt obebodd.

## Natur och fiske
Betydligt mindre utbyggt och påverkat av människan än sydligare delar av Roslagen och Stockholms skärgård. Gränsar i söder till Slätön-Medholma naturreservat. Öarna är till stora delar bevuxna med blandskog och viss ängsmark. Älg, rådjur, havsörn, lodjur och vildsvin är exempel på större djur som har vistats på öarna under senare år. Byn bildar tillsammans med fyra byar på sydöstra Söderön (Mälby, Boda, Yttersby och Nolsterby) ett gemensamt fiskevårdsområde.

## Kommunikationer
Till ön kan man ta sig med båt från nordligaste delen av Singö (15 minuters båtresa) och från Raggarön (10 minuters båtresa).